# Natação no Campeonato Mundial de Esportes Aquáticos de 2019 - 50 m borboleta masculino
A prova dos 50 metros borboleta masculino da natação no Campeonato Mundial de Esportes Aquáticos de 2019 ocorreu nos dias 21 de julho e 22 de julho, em Gwangju, na Coreia do Sul. 

## Recordes
Antes desta competição, os recordes mundiais e do campeonato nesta prova eram os seguintes:
| Tipo                  | Atleta         | Tempo | Local | Data                |
| --------------------- | -------------- | ----- | ----- | ------------------- |
|                       | Andriy Govorov | 22,27 | Roma  | 1 de julho de 2018  |
| Recorde do campeonato | Milorad Čavić  | 22,67 | Roma  | 27 de julho de 2009 |

Os seguintes novos recordes foram estabelecidos durante esta competição. 
| Data        | Prova     | Nadador        | Nacionalidade  | Tempo | Recordes              |
| ----------- | --------- | -------------- | -------------- | ----- | --------------------- |
| 21 de julho | Semifinal | Caeleb Dressel | Estados Unidos | 22.57 | Recorde do campeonato |
| 22 de julho | Final     | Caeleb Dressel | Estados Unidos | 22.35 | Recorde do campeonato |

## Medalhistas
| Ouro                 | Prata             | Bronze                |
| Caeleb Dressel (USA) | Oleg Kostin (RUS) | Nicholas Santos (BRA) |

## Cronograma
Todos os horários são locais (UTC+9). 
| Data        | Hora  | Evento        |
| ----------- | ----- | ------------- |
| 21 de julho | 11:02 | Eliminatórias |
| 21 de julho | 20:23 | Semifinal     |
| 22 de julho | 20:47 | Final         |

## Resultados

### Eliminatórias
Esses foram os resultados das eliminatórias. Foram realizadas no dia 21 de julho com início às 11:02. 
| Pos. | Bateria | Raia | Nadador                 | Nacionalidade                 | Tempo | Notas            |
| ---- | ------- | ---- | ----------------------- | ----------------------------- | ----- | ---------------- |
| 1    | 8       | 5    | Caeleb Dressel          | Estados Unidos                | 22.84 | Q                |
| 1    | 10      | 4    | Andriy Govorov          | Ucrânia                       | 22.84 | Q                |
| 3    | 8       | 4    | Oleg Kostin             | Rússia                        | 23.01 | Q                |
| 4    | 10      | 6    | Szebasztián Szabó       | Hungria                       | 23.07 | Q                |
| 5    | 9       | 5    | Michael Andrew          | Estados Unidos                | 23.09 | Q                |
| 6    | 10      | 8    | Daniel Zaitsev          | Estónia                       | 23.26 | Q,               |
| 7    | 10      | 3    | Andrey Zhilkin          | Rússia                        | 23.27 | Q                |
| 8    | 9       | 3    | Dylan Carter            | Trinidad e Tobago             | 23.33 | Q                |
| 9    | 10      | 5    | Ben Proud               | Reino Unido                   | 23.35 | Q                |
| 10   | 8       | 9    | Maxime Grousset         | França                        | 23.36 | Q                |
| 11   | 9       | 4    | Nicholas Santos         | Brasil                        | 23.48 | Q                |
| 12   | 9       | 8    | Meiron Cheruti          | Israel                        | 23.49 | Q,               |
| 13   | 8       | 3    | Kristian Golomeev       | Grécia                        | 23.51 | Q                |
| 14   | 10      | 7    | Piero Codia             | Itália                        | 23.52 | Q                |
| 15   | 7       | 5    | Abdelrahman Sameh       | Egito                         | 23.54 | Q,               |
| 16   | 8       | 6    | Konrad Czerniak         | Polónia                       | 23.63 | Q                |
| 17   | 7       | 3    | Adilbek Mussin          | Cazaquistão                   | 23.64 | Recorde nacional |
| 18   | 9       | 0    | Tomoe Zenimoto Hvas     | Noruega                       | 23.67 |                  |
| 19   | 9       | 6    | Yauhen Tsurkin          | Bielorrússia                  | 23.70 |                  |
| 20   | 9       | 1    | Joseph Schooling        | Singapura                     | 23.73 |                  |
| 21   | 9       | 2    | Naoki Mizunuma          | Japão                         | 23.74 |                  |
| 22   | 8       | 0    | Niksa Stojkovski        | Noruega                       | 23.75 |                  |
| 23   | 10      | 9    | Cui Junming             | China                         | 23.80 |                  |
| 24   | 8       | 2    | Mathys Goosen           | Países Baixos                 | 23.84 |                  |
| 25   | 7       | 8    | Umitcan Gures           | Turquia                       | 23.86 |                  |
| 25   | 10      | 2    | Marius Kusch            | Alemanha                      | 23.86 |                  |
| 27   | 8       | 7    | Serhiy Shevtsov         | Ucrânia                       | 23.87 |                  |
| 28   | 7       | 1    | Julien Henx             | Luxemburgo                    | 23.91 | Recorde nacional |
| 28   | 8       | 1    | Vinicius Lanza          | Brasil                        | 23.91 |                  |
| 30   | 8       | 8    | Yu Hexin                | China                         | 23.92 |                  |
| 31   | 9       | 9    | Riku Pöytäkivi          | Finlândia                     | 23.93 |                  |
| 32   | 10      | 1    | László Cseh             | Hungria                       | 23.94 |                  |
| 33   | 7       | 4    | Roberto Strelkov        | Argentina                     | 23.99 |                  |
| 34   | 10      | 0    | Tadas Duškinas          | Lituânia                      | 24.02 |                  |
| 35   | 7       | 0    | Nikola Miljenić         | Croácia                       | 24.06 |                  |
| 36   | 9       | 7    | Ryan Coetzee            | África do Sul                 | 24.13 |                  |
| 37   | 6       | 4    | Yusuf Tibazi            | Marrocos                      | 24.18 |                  |
| 38   | 7       | 6    | Daniel Hunter           | Nova Zelândia                 | 24.21 |                  |
| 39   | 7       | 2    | Benjamin Hockin         | Paraguai                      | 24.23 |                  |
| 40   | 7       | 7    | Antani Ivanov           | Bulgária                      | 24.28 |                  |
| 41   | 7       | 9    | Virdhawal Khade         | Índia                         | 24.41 |                  |
| 42   | 5       | 4    | Vladimir Stefanik       | Eslováquia                    | 24.47 |                  |
| 43   | 6       | 2    | George-Adrian Ratiu     | Roménia                       | 24.48 |                  |
| 44   | 6       | 8    | Joshua Edwards          | Canadá                        | 24.52 |                  |
| 45   | 6       | 1    | Ng Cheuk Yin            | Hong Kong                     | 24.54 |                  |
| 46   | 6       | 6    | Paul le Nguyễn          | Vietname                      | 24.58 |                  |
| 47   | 6       | 3    | Mihajlo Čeprkalo        | Bósnia e Herzegovina          | 24.59 |                  |
| 48   | 6       | 5    | Heo Hwan                | Coreia do Sul                 | 24.63 |                  |
| 49   | 6       | 7    | Glenn Sutanto           | Indonésia                     | 24.84 |                  |
| 50   | 6       | 9    | Abeiku Jackson          | Gana                          | 24.85 |                  |
| 51   | 5       | 5    | Aleksi Schmid           | Suíça                         | 24.88 |                  |
| 52   | 5       | 2    | Abbas Qali              | Kuwait                        | 24.91 |                  |
| 53   | 6       | 0    | Lin Chien-liang         | Taipé Chinesa                 | 24.96 |                  |
| 54   | 5       | 3    | Ralph Goveia            | Zâmbia                        | 25.08 |                  |
| 54   | 5       | 6    | Jie Chan                | Malásia                       | 25.08 |                  |
| 56   | 4       | 4    | Boško Radulović         | Montenegro                    | 25.11 |                  |
| 57   | 4       | 3    | Daniel Francisco        | Angola                        | 25.15 |                  |
| 58   | 5       | 1    | Bernat Lomero           | Andorra                       | 25.24 |                  |
| 58   | 5       | 7    | Seggio Bernardina       | Curaçau                       | 25.24 |                  |
| 60   | 2       | 2    | Ifeakachuku Nmor        | Nigéria                       | 25.34 |                  |
| 61   | 4       | 6    | Erico Cuna              | Moçambique                    | 25.40 |                  |
| 62   | 5       | 0    | Issa Mohamed            | Quênia                        | 25.44 |                  |
| 63   | 5       | 9    | Jayhan Odlum-Smith      | Santa Lúcia                   | 25.47 |                  |
| 64   | 5       | 8    | Yousif Bu Arish         | Arábia Saudita                | 25.48 |                  |
| 65   | 4       | 1    | Stefano Mitchell        | Antígua e Barbuda             | 25.69 |                  |
| 66   | 3       | 8    | Irvin Hoost             | Suriname                      | 25.97 |                  |
| 67   | 1       | 3    | Vahan Mkhitaryan        | Armênia                       | 26.06 |                  |
| 68   | 4       | 7    | Rami Anis               | Atletas independentes da FINA | 26.24 |                  |
| 69   | 2       | 9    | Abdulla Ahmed           | Bahrein                       | 26.69 |                  |
| 70   | 2       | 8    | Kerry Ollivierre        | Granada                       | 26.93 |                  |
| 71   | 4       | 5    | Hilal Hilal             | Tanzânia                      | 27.13 |                  |
| 72   | 2       | 0    | Keouodom Lim            | Camboja                       | 27.33 |                  |
| 73   | 4       | 0    | Mohammed Jibali         | Líbia                         | 27.53 |                  |
| 74   | 2       | 1    | Ousmane Toure           | Mali                          | 27.67 |                  |
| 75   | 2       | 4    | Troy Pina               | Cabo Verde                    | 27.68 |                  |
| 76   | 4       | 8    | Billy-Scott Irakose     | Burundi                       | 28.43 |                  |
| 77   | 3       | 4    | Leon Seaton             | Guiana                        | 28.54 |                  |
| 78   | 3       | 3    | Izzeldin Ibrahim        | Sudão                         | 28.62 |                  |
| 79   | 2       | 7    | Simanga Dlamini         | Essuatíni                     | 28.64 |                  |
| 80   | 3       | 5    | Jefferson Kpanou        | Benim                         | 28.72 |                  |
| 81   | 4       | 9    | Alijon Khairulloev      | Tajiquistão                   | 28.81 |                  |
| 82   | 3       | 0    | Edgar Iro               | Ilhas Salomão                 | 29.40 |                  |
| 83   | 1       | 4    | Albachir Mouctar        | Níger                         | 29.45 |                  |
| 84   | 2       | 6    | Achala Gekabel          | Etiópia                       | 29.59 |                  |
| 85   | 2       | 3    | Michael Swift           | Malawi                        | 29.60 |                  |
| 86   | 2       | 5    | Joshua Wyse             | Serra Leoa                    | 29.85 |                  |
| 87   | 3       | 6    | Shawn Dingilius-Wallace | Palau                         | 30.39 |                  |
| 88   | 1       | 5    | Slava Sihanouvong       | Laos                          | 30.40 |                  |
| 89   | 3       | 2    | Cedrick Niyibizi        | Ruanda                        | 30.92 |                  |
| 90   | 3       | 9    | Charly Ndjoume          | Camarões                      | 31.71 |                  |
| 91   | 3       | 7    | Houssein Gaber          | Djibuti                       | 31.74 |                  |
| 92   | 1       | 2    | Mohamed Ibrahim         | Comores                       | 32.53 |                  |
| 93   | 1       | 6    | Kinley Lhendup          | Butão                         | 34.21 |                  |
| 94   | 3       | 1    | Hassan Baidar           | Iêmen                         | 34.70 |                  |
| 95   | 4       | 2    | Davidson Vincent        | Haiti                         | DNS   | DNS              |

### Semifinal
Esses foram os resultados das semifinais. Foram realizadas no dia 21 de julho com início às 20:23 
Semifinal 1
| Pos. | Raia | Nadador           | Nacionalidade     | Tempo | Notas |
| ---- | ---- | ----------------- | ----------------- | ----- | ----- |
| 1    | 4    | Andriy Govorov    | Ucrânia           | 22.80 | Q     |
| 2    | 5    | Szebasztián Szabó | Hungria           | 23.09 | Q     |
| 3    | 1    | Piero Codia       | Itália            | 23.29 |       |
| 4    | 3    | Daniel Zaitsev    | Estónia           | 23.31 |       |
| 5    | 8    | Konrad Czerniak   | Polónia           | 23.36 |       |
| 6    | 6    | Dylan Carter      | Trinidad e Tobago | 23.37 |       |
| 7    | 2    | Maxime Grousset   | França            | 23.41 |       |
| 8    | 7    | Meiron Cheruti    | Israel            | 23.62 |       |

Semifinal 2
| Pos. | Raia | Nadador           | Nacionalidade  | Tempo | Notas |
| ---- | ---- | ----------------- | -------------- | ----- | ----- |
| 1    | 4    | Caeleb Dressel    | Estados Unidos | 22.57 | Q,    |
| 2    | 7    | Nicholas Santos   | Brasil         | 22.77 | Q     |
| 3    | 5    | Oleg Kostin       | Rússia         | 22.88 | Q     |
| 4    | 3    | Michael Andrew    | Estados Unidos | 22.95 | Q     |
| 5    | 2    | Ben Proud         | Reino Unido    | 23.14 | Q     |
| 6    | 6    | Andrey Zhilkin    | Rússia         | 23.21 | Q     |
| 7    | 1    | Kristian Golomeev | Grécia         | 23.29 |       |
| 8    | 8    | Abdelrahman Sameh | Egito          | 23.68 |       |

### Final
A final foi realizada em 22 de julho às 20:47. 
| Pos.              | Raia | Nadador           | Nacionalidade  | Tempo | Notas            |
| ----------------- | ---- | ----------------- | -------------- | ----- | ---------------- |
| Medalha de ouro   | 4    | Caeleb Dressel    | Estados Unidos | 22.35 | ,                |
| Medalha de prata  | 6    | Oleg Kostin       | Rússia         | 22.70 | Recorde nacional |
| Medalha de bronze | 5    | Nicholas Santos   | Brasil         | 22.79 |                  |
| 4                 | 2    | Michael Andrew    | Estados Unidos | 22.80 |                  |
| 5                 | 7    | Szebasztián Szabó | Hungria        | 22.90 | Recorde nacional |
| 6                 | 3    | Andriy Govorov    | Ucrânia        | 22.91 |                  |
| 7                 | 1    | Ben Proud         | Reino Unido    | 23.01 |                  |
| 8                 | 8    | Andrey Zhilkin    | Rússia         | 23.11 |                  |

Legenda
| Recorde mundial       | Recorde mundial (World record)               |                       | Recorde africano                      | Recorde africano (African) |                                           | Q | Classificado por posição (Qualified) |
| Recorde do campeonato | Recorde do campeonato (Championship record)  | Recorde da América    | Recorde da América (Americas)         | q                          | Classificado por melhor tempo (Qualified) |   |                                      |
| Melhor marca do ano   | Melhor marca do ano (World leading)          | Recorde asiático      | Recorde asiático (Asian)              | DNS                        | Não largou (Did not start)                |   |                                      |
| Recorde nacional      | Recorde nacional (National record)           | Recorde europeu       | Recorde europeu (European)            | DNF                        | Não terminou (Did not finish)             |   |                                      |
| Recorde pessoal       | Recorde pessoal do atleta (Personal best)    | Recorde da Oceania    | Recorde da Oceania (Oceania)          | DSQ / DQ                   | Desclassificado (Disqualified)            |   |                                      |
| Recorde da temporada  | Recorde da temporada do atleta (Season best) | Recorde sul-americano | Recorde sul-americano (South America) | NM                         | Sem marca (No mark)                       |   |                                      |